# Sineus et Trouvor

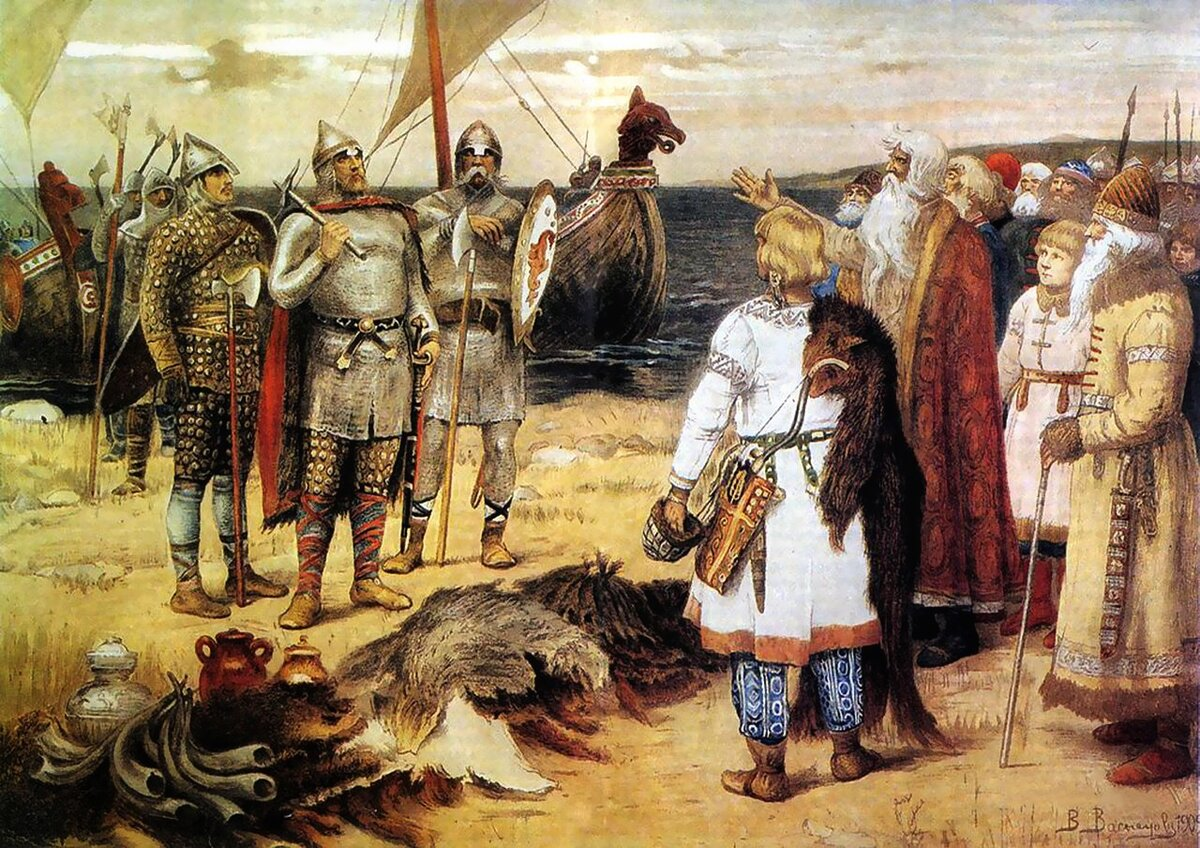
Rurik et ses frères Trouvor et Sineus arrivent à Ladoga, tableau de Viktor Vasnetsov.

Sineus et Trouvor (en russe : Синеус и Трувор), parfois francisé en Sinéous et Trouvor, en vieux-norse Signiutr et Dorvadr, étaient les frères de Rurik, un chef varègue de la Rus' qui est possiblement Riourik, le fondateur de la dynastie Riourikides . Selon la Chronique des temps passés, les frères furent invités par les tribus slaves orientales et finnoises à régner dans le nord de la Russie en 862.  Sineus s'établit à Beloozero et Trouvor à Izborsk. Rurik s'établit lui à Ladoga (selon la première chronique de Novgorod - à Novgorod) Les deux frères moururent deux ans plus tard, et Rurik en a profité pour annexer leurs territoires dans le sien.  

## Informations de la chronique
D'après la Chronique des temps passés traduite par Louis Léger:
En l'an 6370 [862 selon la chronologie moderne]... Et trois frères se réunirent avec leurs familles, et emmenèrent avec eux tous les Russes: ils allèrent d'abord chez les Slaves, bâtirent la ville de Ladoga, et Rurik l'aîné s'établit à Ladoga: le second Sinéous sur les bords du lac Blanc, et le troisième Trouvor à Isborsk. C'est de ces Varègues que les Novgorodiens ont été appelés Russes. [...] Au bout de deux ans moururent Sinéous et son frère Trouvor et Rurik s'empara de tout le pays. 
Le texte original : 
В лѣто 6370… И изъбрашася трие брата с роды своими, и пояша по собѣ всю русь, и придоша къ словѣномъ пѣрвѣе. И срубиша город Ладогу. И сѣде старѣйший в Ладозѣ Рюрикъ, а другий, Синеусъ на Бѣлѣ озерѣ, а третѣй Труворъ въ Изборьсцѣ. И от тѣхъ варягъ прозвася Руская земля. По дъвою же лѣту умре Синеусъ и братъ его Труворъ. ... И прия Рюрикъ власть всю одинъ…
Une autre version :

« Durant les années 6368, 69 et 70 (de 860 à 862), les Varègues traversèrent encore la mer ; cette fois-ci, les peuples qu’ils avaient soumis refusèrent de leur payer tribut et voulurent se gouverner eux-mêmes ; mais il n’y avait entre eux ombre de justice : une famille s’élevait contre une autre et cette mésentente occasionnait de fréquentes rixes. Ils se déchirèrent entre eux, si bien qu’ils se dirent enfin : « Cherchons un prince qui nous gouverne et nous parle selon la justice. » Pour le trouver les Slaves traversèrent la mer et se rendirent chez les Varègues, qu’on nommait Varègues-Russes, comme d’autres se nomment Varègues-Suédois, Urmaniens (Normands), Ingliens et d’autres Goths.
Les Tchoudes, les Slaves, les Krivitches et d’autres peuples réunis dirent alors aux princes de Varegie : « Notre pays est grand et tout y est en abondance, mais l’ordre et la justice y manquent ; venez prendre possession du sol et nous gouverner. » Trois frères varègues réunirent leurs familles, et vinrent en effet occuper la Slavonie. Ils abordèrent donc chez les Slaves, dans le pays desquels ils bâtirent le village de Ladoga. Le plus âgé des trois, Riourik, fixa sa résidence le long des rives du fleuve de ce nom.
Le second, Sinéous, s’établit chez nous, aux environs du lac Blanc. Le troisième, Trouvor, à Isbork. Cette partie de la Rus’ reçut plus tard des Varègues le nom de Novgorod ; mais les habitants de cette contrée, avant l’arrivée de Riourik, n’étaient connus que sous le nom de Slaves.
La Chronique de Nestor selon le Manuscrit de Königsberg, vol. I, chap. II « Rurik », pp. 19-20. »

## Description et controverses
Selon la Chronique des temps passés, compilée vers 1113 ,  un groupe de Rus varègues fut invité à régner sur les tribus locales slaves orientales et finno-ougriennes après qu'elles eurent commencé à se battre.  Rurik, l'aîné des frères, s'est établi à Novgorod, tandis que Sineus s'est établi à Beloozero , sur les rives du lac Blanc, et Truvor à Izborsk,  bien que des découvertes archéologiques suggèrent également que sa résidence était à Pskov.  Truvor et Sineus sont morts (en 864) peu de temps après l'établissement de leurs territoires, et Rurik a consolidé ces terres dans son propre territoire,  posant ainsi les bases de l'état de la Rus' de Kiev,. 
Selon l'interprétation scientifique populaire du XXe siècle (résumée dans le manuel de Katsva et Iourganov),  l'expression « Rurik, Sineus, en Truvor » devrait être lue « Rurik, sine hus, en tro(gna) vär(ingar) " (Rurik, sa maison/parents et vrais compagnons).  Cependant, l'expertise linguistique moderne montre  que « sine hus » et « thru varing » contredisent la morphologie et la syntaxe de base des anciens dialectes scandinaves connus et ne pourraient jamais être traduits par « nos fidèles » et « ses ménages ». D'autre part, les historiens du XIXe siècle (A. Kounik, N. Beliaïev, et al.) avaient déjà trouvé d'anciens noms scandinaves communs tels que Signjótr (également Sveinn ?) et Þórvar[ð]r, qui pourraient bien correspondre à "Sineus" et "Truvor" par transcription de Nestor,.

## Folklore
Dans le folklore estonien, il y a une histoire sur trois frères, fils d'un paysan : Rahurikkuja  (en estonien : briseur de paix), Siniuss (en estonien : serpent bleu) et Truuvaar (en estonien : fidèle partenaire). Selon l'histoire, les frères ont fait preuve d'une grande bravoure et d'un grand courage dans les batailles et sont ensuite devenus dirigeants de pays étrangers.

## Hommage

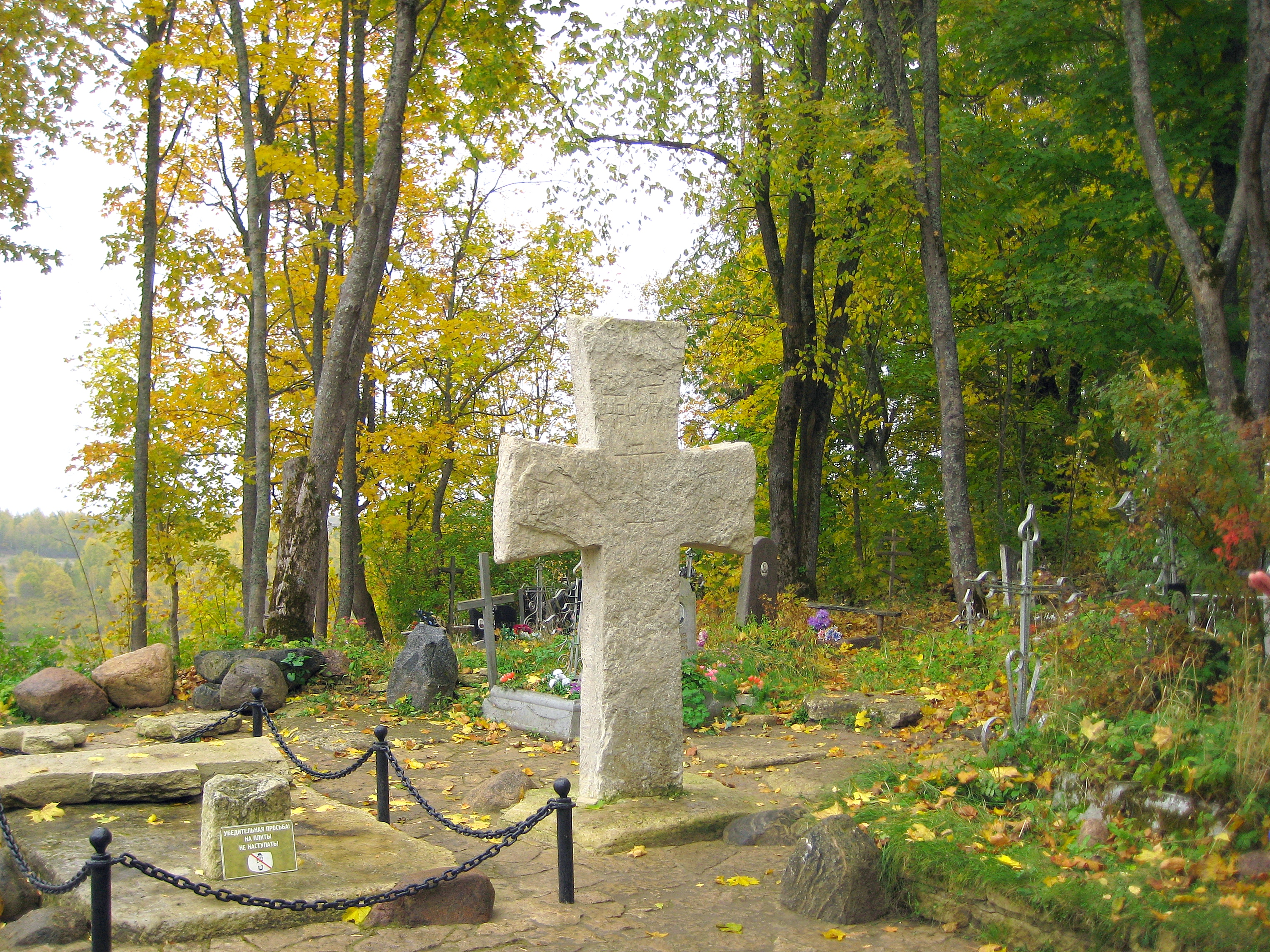
Croix de Trouvor à Izborsk.

Une médaille en l'honneur de Truvor a été conçue par l'impératrice Catherine II. Au recto se trouve un portrait fictif de Rurik, et au verso il y a un monticule appelé « Truvor » et l'inscription : « On se souvient de lui », et en dessous : « Truvor est mort à Izborsk en 864 ». La médaille « Mort de Sineus sur le Lac Blanc en 864 » a  été également réalisé.
Durant la Première Guerre mondiale, le brise-glace Truvor soutient les opérations de la flotte baltique.
Les navires de croisière fluviale « Viking Truvor » (Russie) et « Viking Sineus » (Ukraine) ont été nommés en l'honneur de Truvor et Sineus.